# Anderstorps eneskogs naturreservat
Anderstorps eneskogs naturreservat är ett naturreservat i norra delen av Söderåsen i Klippans kommun  i Skåne län.
Området är naturskyddat sedan 2020 och är 15 hektar stort. Det ligger Vid Anderstorps by i Riseberga socken och består av betad utmark med många enar.
Skåneleden går genom reservatet.

## Beskrivning
Området är unikt i sitt slag och består av högväxta upp till cirka 12 meter höga träd. Många av enarna är mer än 100, kanske upp till 150 år gamla.
Enevirket var eftertraktat då det är hållbart, segt och tåligt mot fukt och röta och var därför viktigt för behovet av stängselstolpar, störar för hässjning och taktäckningsmaterial men även som ris för rökning av kött och fisk. Flera generationer brukare från åtminstone 1800-talet men sannolikt även tidigare har därför vårdat enefäladen, som då var betydligt större än dagens, genom röjning och betesdrift då området annars snabbt skulle ha vuxit igen med sly, buskar och lövträd som förkvävt de konkurrenssvaga enarna.
Under senaste 50 åren har underhållet av området för att bevara enarna upphört och förbuskning pågår, samtidigt som enarna åldras och bryts ner av bland annat snö och stormar och dör utan återväxt, som framgår av bilderna. Enligt boende i Anderstorps by har även vintertorka bidragit till försvagning av enarna.

## Bilder

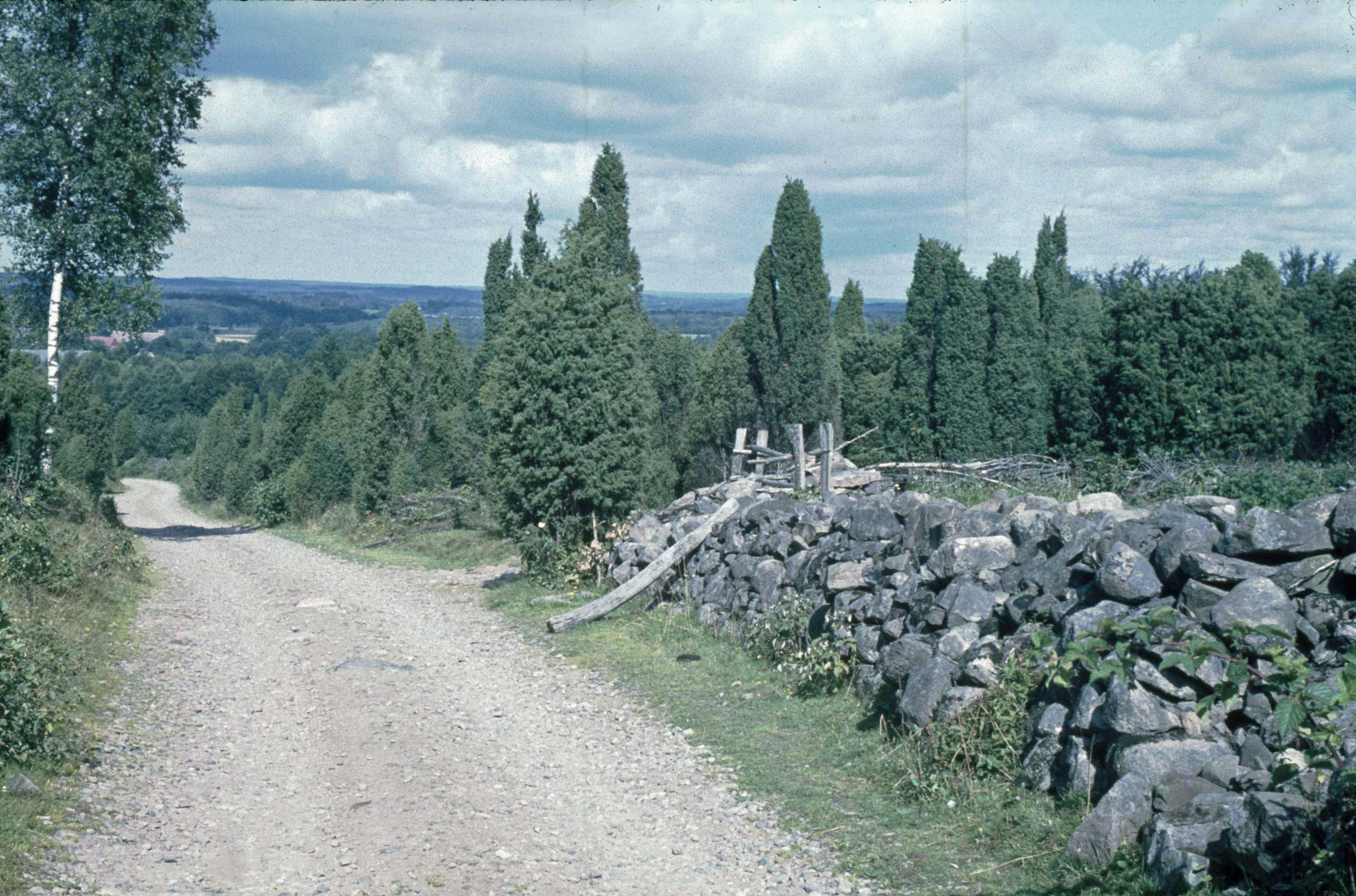
Vägen invid Anderstorps eneskog 1970
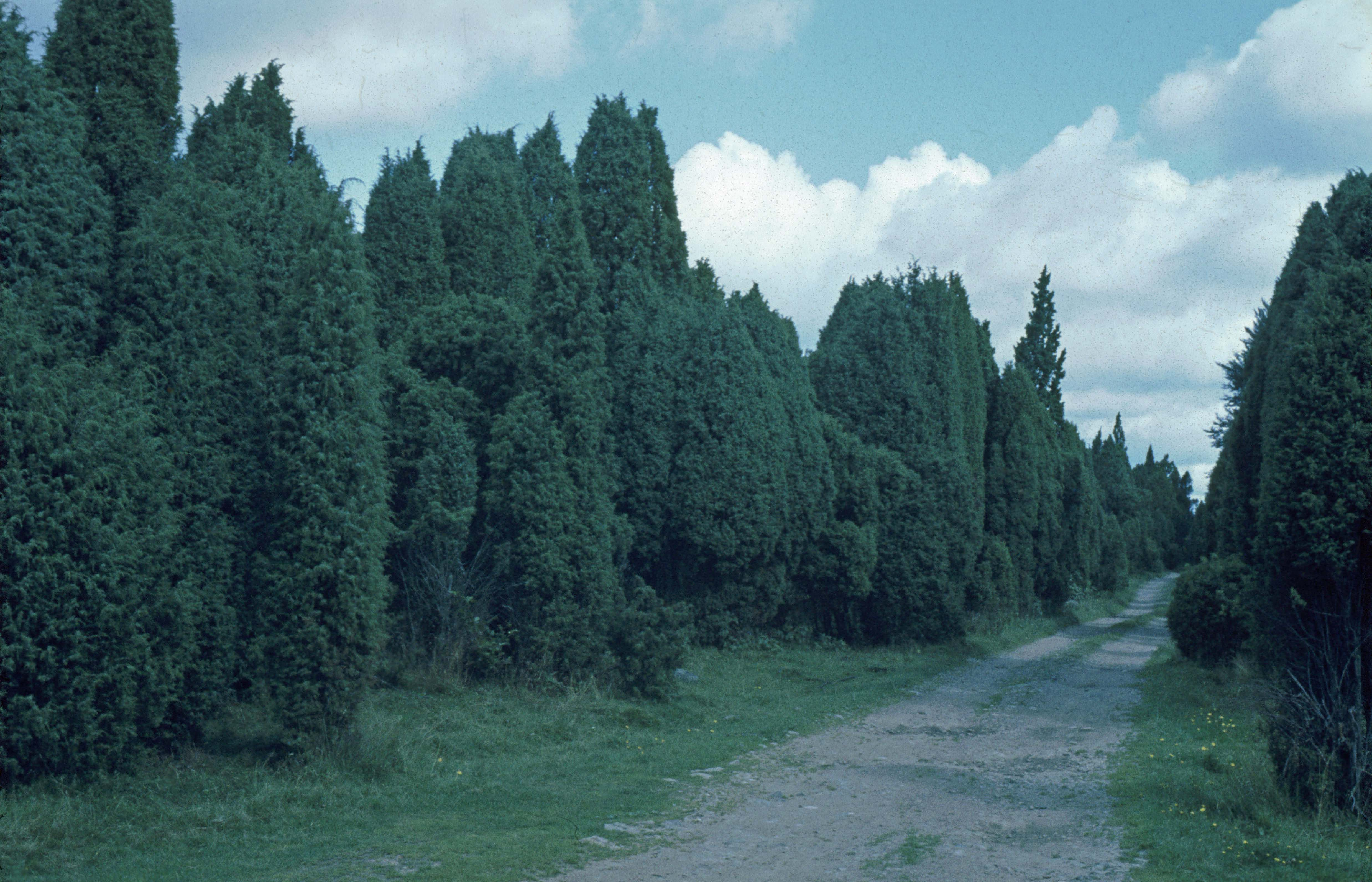
Vägen genom Anderstorps eneskog 1970
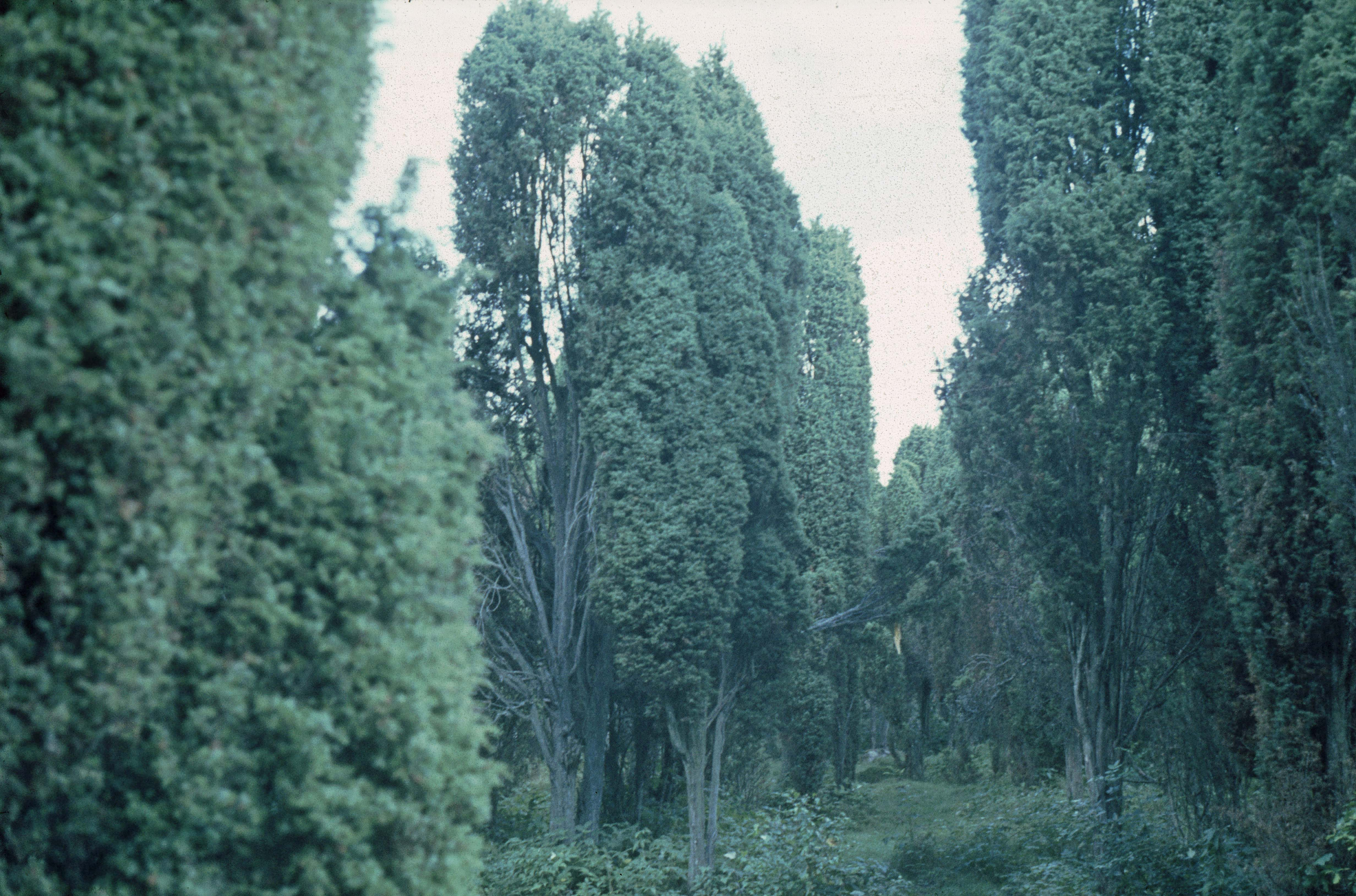
Anderstorps eneskog 1970
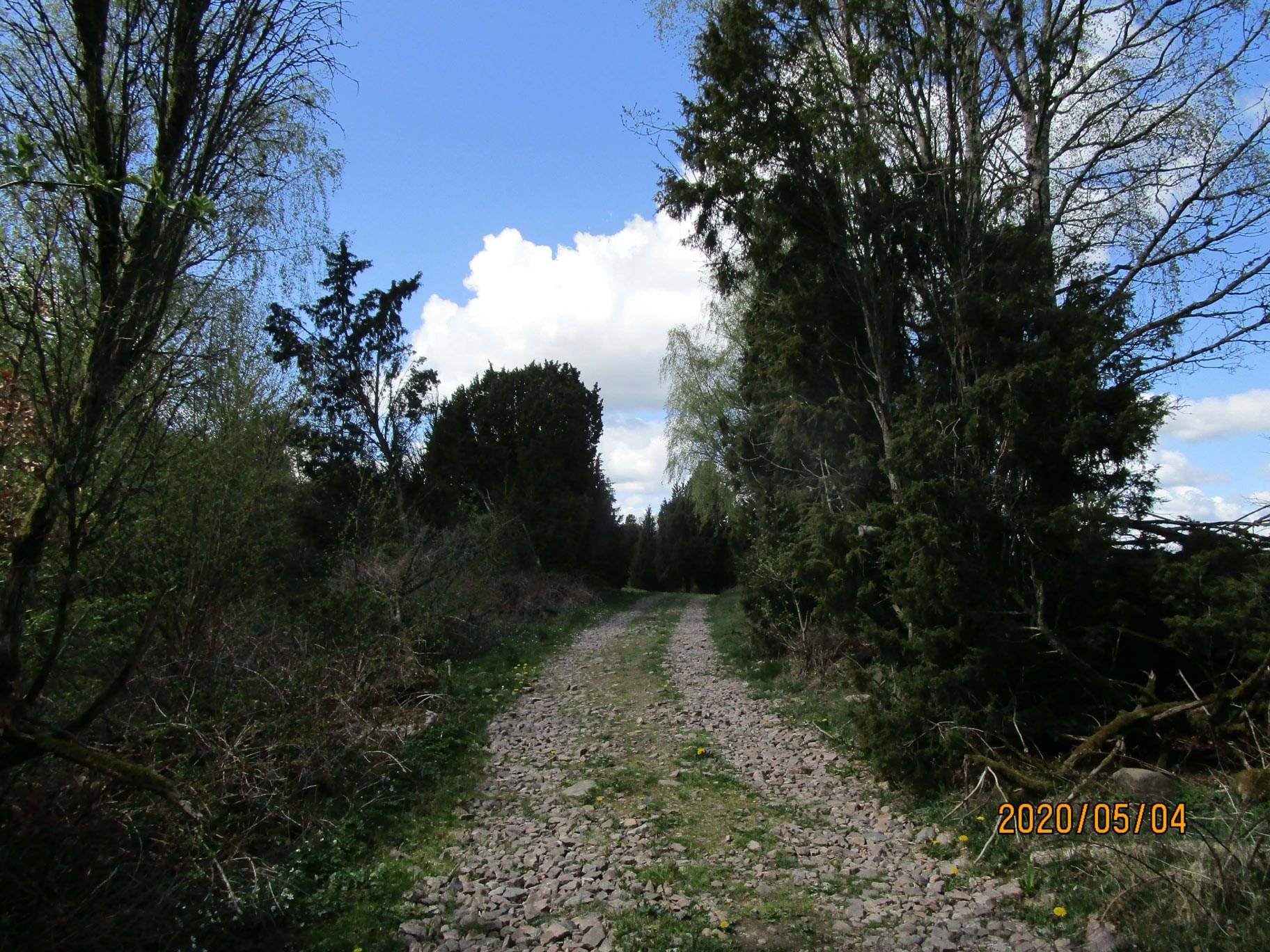
Vägen genom Anderstorps eneskog maj 2020
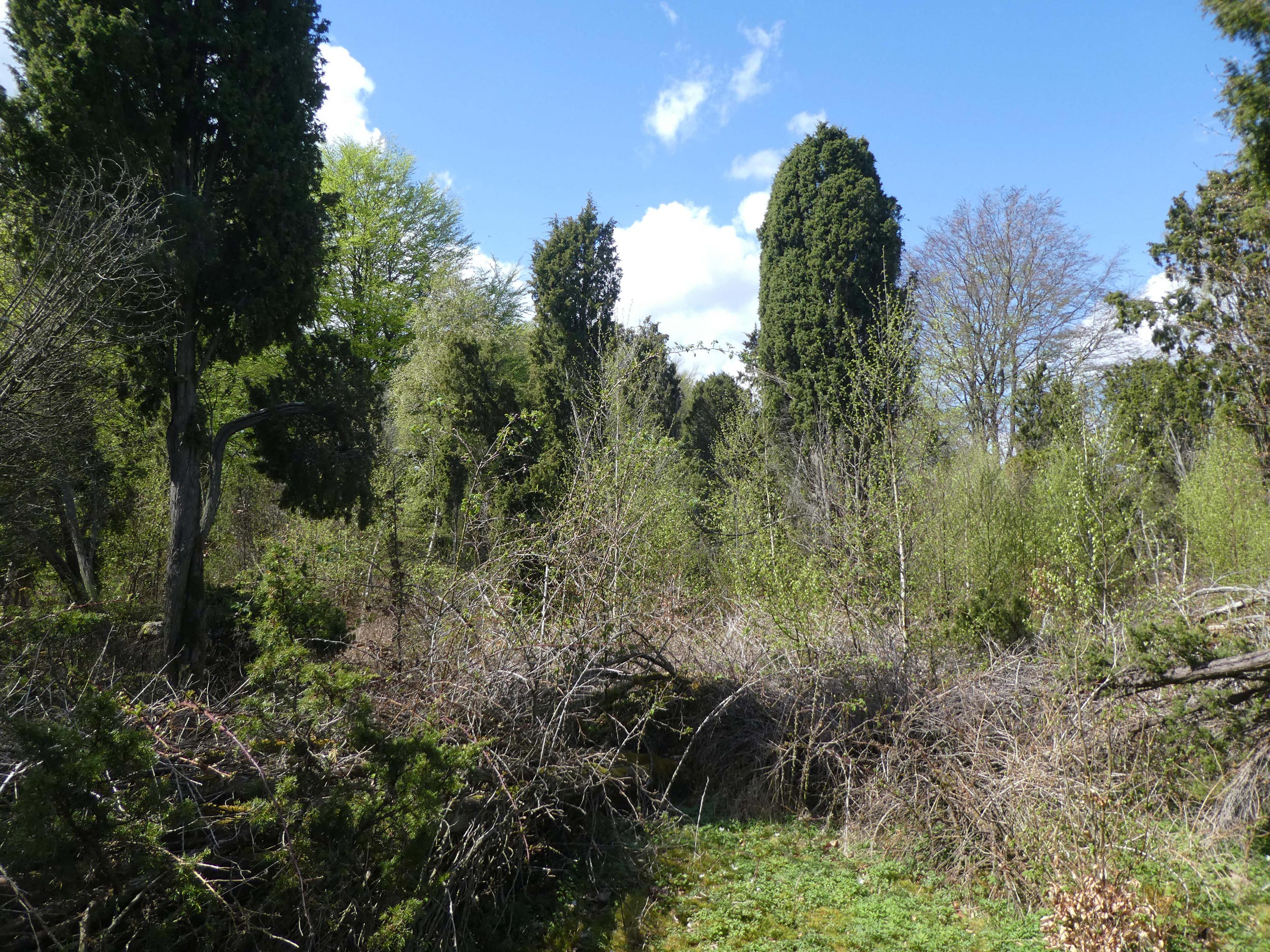
Anderstorps eneskog maj 2020
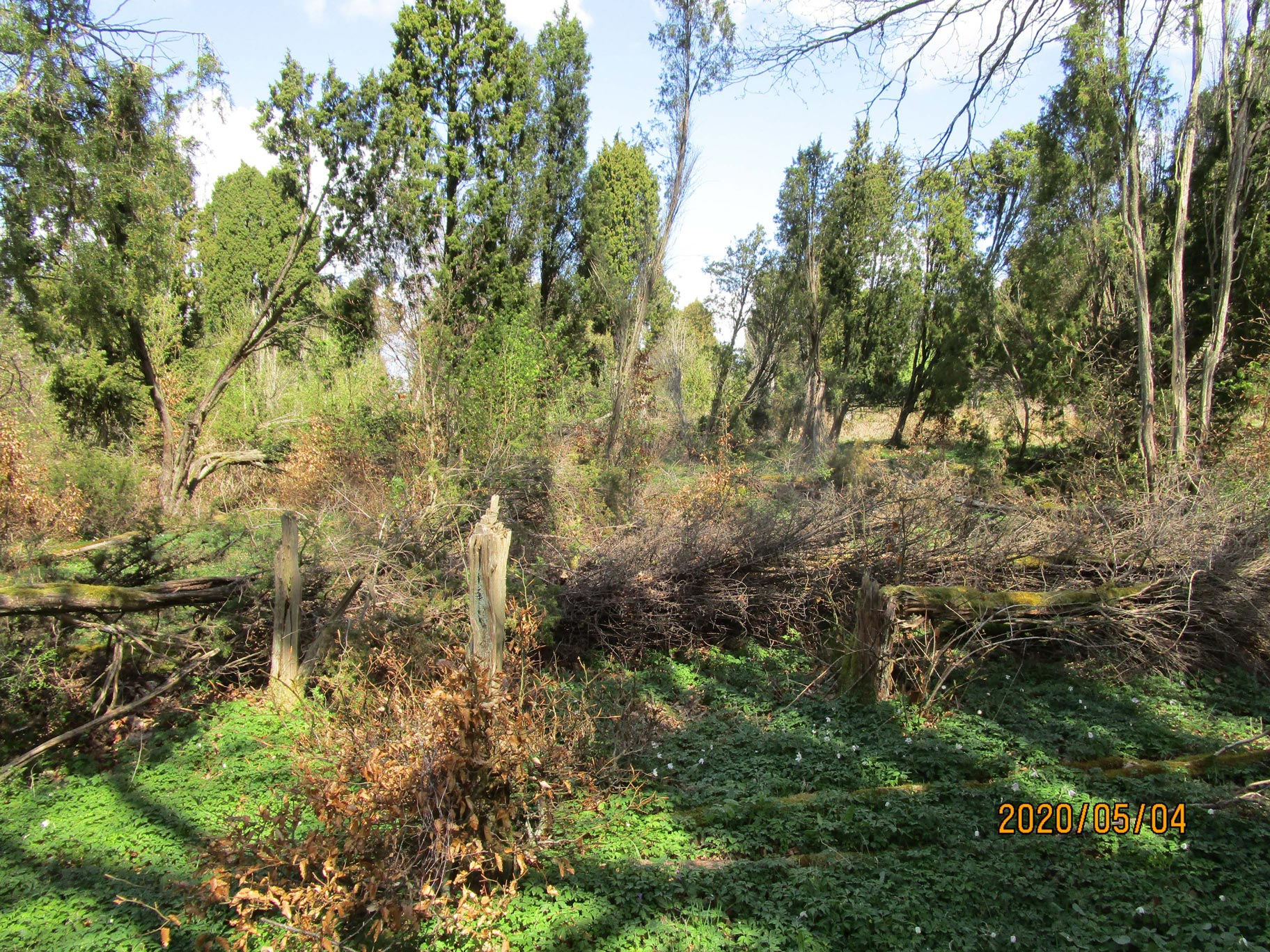
Anderstorps eneskog maj 2020